# Окли, Тайлер
Мэтью Тайлер Окли (англ. Mathew Tyler Oakley), известный как Тайлер Окли (англ. Tyler Oakley; род. 22 марта 1989) — видеоблогер, телеведущий, подкастер и правозащитник.
Является открытым гомосексуалом. Его деятельность связана с сообществом ЛГБТ, правами геев и с социальными вопросами, включающими здравоохранение, образование и предотвращение самоубийств среди ЛГБТ подростков. Окли постоянно затрагивает темы политики идентичности, поп-культуры и юмора.
Окли начал снимать видео в 2007 году. Его первое видео на Youtube было просмотрено более 70 тысяч раз. С момента загрузки первого видео (в то время Окли был ещё первокурсником Университета Штата Мичиган) его работы (более 350 видео), имеют более 500,000,000 просмотров, а канал имеет 8 миллионов подписчиков на август 2016. Окли, являясь открытым геем, был участником успешного совместного канала «5AwesomeGays», на котором он выпускал пятничные видео более трех лет. В настоящее время его называют блогером с «самым громким голосом на Youtube», а Bloomberg характеризует его как «Youtube-сенсацию». Его процитировали в журналистcком расследовании 2014 года, «Generation Like» («поколение лайков») — дополнении к статье 2001 года «Merchants of cool» о том, как подростки «напрямую взаимодействуют с поп-культурой». SocialBlade, сайт, который оценивает аккаунты в YouTube и Instagram, дает его YouTube каналу, на апрель 2015 года, оценку «B+», 102ой ранг подписчиков , 1,111ый ранг просмотров видео и 242ой ранг в рейтинге SocialBlade. У Окли более 5 миллионов подписчиков в Twitter и более 6.7 миллиона подписчиков в Instagram.
С апреля 2013 года, Окли вел еженедельную новостную программу — «Top That!» — совместно с Беккой Фрухт для PopSugar. Он регулярно пишет в различных социальных сетях, включая Facebook и Tumblr, в каждой из которых у него несколько сотен тысяч подписчиков. Так же Окли известен своими постоянно ярко-окрашенными волосами. В 2015 году создал свою первую книгу под названием «BINGE».

## Социальные медиа
Окли — активный участник многих социальных сетей. Он называет себя «профессиональной фанаткой» и является фанатом Даррена Крисса из сериала Хор. Он пел рождественские песни на сцене вместе с One Direction и Джерри Спрингером.
Окли известен упоминаниями крупными знаменитостями и организациями, таких, как Лиам Пэйн и Taco Bell, особенно при общении в Twitter. Благодаря успеху Тайлера в социальных сетях и высокому рейтингу на YouTube, он получил возможность встретиться с президентом США Бараком Обамой в Белом Доме. Также он снял видео с Мишель Обамой, в котором Окли обсуждал с ней проблемы образования.
Тайлер лишь частично связывает свой успех со своей сексуальной ориентацией: «То, что я гей, не является причиной моей популярности. Это что-то вроде лежащей в основе темы, которая пронизывает мои видео». Своим примером для подражания он видит Эллен Дедженерес: «Она воплощает то, каким должен быть мой опыт и моё влияние, они должны быть положительными, не о тёмных сторонах жизни. Она использует своё влияние во благо, и все знают, кто она, за что она борется, и то, что она лесбиянка».
The Advocate в своем списке «40 under 40: Emerging voices» 2014 говорит, что Окли своей деятельностью в социальных сетях стал одним из первых геев, с которым вы можете встретиться или познакомиться. Знание кого-то из ЛГБТ сообщества — основной фактор распространения таких вопросов, как борьба против издевательств и легализация гей-браков.

## Живые выступления
На экране Тайлер появлялся на передачах, некоторые из которых были показаны по национальному телевидению. Окли участвовал в Insider Tonight вместе с ведущими Кевином Фразьером и Теей Эндрюс. Окли посещает многие мероприятиями, на которых он встречает и беседует со знаменитостями, он недавно брал интервью на ковровой дорожке Kids' Choice Awards, .
В 2014 году Окли анонсировал тур «Tyler Oakley’s Slumber Party» (рус. «Пижамная вечеринка Тайлера Окли»), в котором он показывал скетчи в пижамах и взаимодействовал с публикой. Билеты на два премьерных шоу в Чикаго и Ройал-Оуке, штат Мичиган в начале октября были распроданы за 72 часа. В декабре 2014 запланировано семь выступлений, все на Восточном побережье, они составят следующий этап тура, который, как ожидается, полностью охватит 40 городов. Variety отметил, что появился тренд «интернет-звезды отправляются в тур для „живых“ шоу». Окли был частью DigiTour’s 2014 US Summer tour Youtube’еров и Vine’еров.

## Одежда
Окли создал линию одежды (футболки, подписанные постеры, свитеры и сумки), которая доступна онлайн. На вещах напечатаны некоторые из его известных высказываний.

## Ментальное здоровье
В 2020 году Тайлер в одном из своих видео объявил о временном прекращении YouTube-карьеры, связав это с желанием развиваться в других интернет-направлениях. В 2023 году блогер поделился с изданием Advocate о том, что одной из главных причин исчезновения Тайлера из медиа-пространства на долгое время, являлась хроническая депрессия, которой он страдал с подросткового возраста. Даже обретение популярности и значительного влияния в ЛГБТ-сообществе не помогли ему почувствовать себя счастливым:
Я жил жизнью, которую я действительно хотел, но всё равно мечтал о том, чтобы мой самолёт разбился. 
На данный момент Тайлер Окли сфокусирован на производстве контента в сфере гейминга: он развивает свой YouTube канал Tyler Oakley Games, в котором делится с подписчиками трансляциями видеоигр. На своём основном YouTube-канале Тайлер Окли редко выпускает новые видео, используя его преимущественно в качестве средства для продвижения других своих проектов. Тем не менее, старые видео блогера продолжают приносить ему небольшую прибыль благодаря монетизации через YouTube AdSense. По состоянию на декабрь 2023 приблизительный доход канала Tyler Oakley в месяц от AdSense составляет от 65 до 540 долларов.

## Волонтерство и благотворительность
Окли поддерживает «Проект Тревор», организацию по предотвращению самоубийств среди ЛГБТ подростков. Он проходил там стажировку в 2009, а с 2011 стал соведущим TrevorLIVE, благотворительного светского мероприятия. В 2013 он собрал 29,000 долларов на свой день рождения в поддержку «Проекта Тревор», при цели собрать 24,000 долларов (так как это был его 24ый день рождения). На протяжении марта 2014 он провел сбор средств, чтобы отметить свой 25ый день рождения, используя Prizeo, интернет платформу, которая позволяет собирать деньги с помощью кампаний, основанных на получении призов. Первоначально он планировал собрать 150,000 долларов. Он решил увеличить сумму пожертвований, потому что его фан-база значительно увеличилась по сравнению с предыдущим годом. Однако эта цель оказалась большим недооцениванием его сообщества последователей, которых он ласково называет «My People» (рус. «Мои Люди») или «Team Internet» (рус. «Команда Интернет»). Цель в 150,000 долларов была превышена: с 6 марта и до закрытия сборов в фонд пожертвовали 525,704 долларов. За свою кампанию по сбору средств Окли выиграл награду Trevor Youth Innovator Award 2014, за то, что он стал наибольшим единоличным жертвователем, повысил осведомленность об организации и сделал её заметной в социальных медиа. В марте 2015 он снова собрал 532,224 долларов в похожей кампании. Таким образом общая сумма его пожертвований превышает 1 миллион долларов.
Тайлер подчеркивает важность того, чтобы ежегодная кампания по сбору средств для «Проекта Тревор» состояла из множества небольших пожертвований из его онлайн сообщества, а не огромных пожертвований, сделанных несколькими людьми. В результате сбор средств является отличным способом распространения информации о работе «Проекта» Тревор с самоубийствами среди молодых людей, миллионам юных зрителей, которые являются частью его интернет-семьи. Один из способов такой работы это призы откликнувшимся в виде футболки с надписью «I’m saving lives with Tyler Oakley and the Trevor Project» (рус. «Я спасаю жизни с Тайлером Окли и проектом Тревор»). В течение кампаний Тайлер часто проводил онлайн-трансляции, в которых нередко присутствовали специальные гости и звонили случайные зрители по Skype-у и по телефону, а также устраивались одноминутные пожертвования, при которых зрители отправляют деньги в одно и тоже время.
Его другая деятельность включает в себя работу в качестве наставника общежития, ассистента учителя, маркетолога/разработчика продуктов в Университете Штата Мичиган, менеджера по связям с социальными медиа в Chictopia, директора социальных медиа в Good Ideas for Good Causes. Также он является новым лицом Kids Beating Cancer, чьей миссией является увеличить доступ к лечению детей с опухолью, лейкемией и другими опасными для жизни заболеваниями .

## Награды и номинации
| Год  | Номинирован                         | Награда                                        | Результат |
| ---- | ----------------------------------- | ---------------------------------------------- | --------- |
| 2014 | Тайлер Окли                         | Teen Choice Award for Choice Web Star: Male    | Победа    |
| 2014 | «The Boyfriend Tag» c Троем Сиваном | Teen Choice Award for Choice Web Collaboration | Победа    |
| 2014 | Тайлер Окли                         | 2014 Streamy Entertainer of the Year           | Победа    |
| 2014 | Тайлер Окли                         | 2014 Streamy Activist Icon of the Year         | Победа    |